# Bistum Coroatá
Das Bistum Coroatá (lateinisch Dioecesis Coroatensis, portugiesisch Diocese de Coroatá) ist eine in Brasilien gelegene römisch-katholische Diözese mit Sitz in Coroatá im Bundesstaat Maranhão.

## Geschichte
Das Bistum Coroatá wurde am 26. August 1977 durch Papst Paul VI. mit der Apostolischen Konstitution Qui benevolentissimi Dei aus Gebietsabtretungen des Erzbistums São Luís do Maranhão errichtet und diesem als Suffraganbistum unterstellt. Erster Bischof wurde Reinhard Pünder.

## Bischofssitz
Die Catedral Nossa Senhora da Piedade ist Bischofssitz. Die Kathedrale wurde vom damaligen Dombaumeister des Bistums Essen, Heinz Dohmen, entworfen.